# 煲仔麵
煲仔麵是一種香港麵食，使用煮煲仔飯的沙煲烹調即食麵，並且原煲上桌，在一些茶餐廳和大牌檔均可見到。煲仔麵的麵通常以即食麵為主，但也可選用雞蛋麵、烏冬麵，配料的醬汁通常較濃厚，較常見是沙嗲配牛肉，柱侯配牛腩，芝士配大蝦，也有如車仔麵般，可選配不同的配料諸如雞翼、蘿蔔和雲吞等，煲仔麵和煲仔飯相似於秋冬季特別受歡迎。